# Тогский пескорой
Тогский пескоро́й (лат. Fukomys zechi) — грызун семейства землекоповых (Bathyergidae). Широко распространены в восточной и центральной части Ганы. Подземные животные, связаны с саваннами, однако хорошо приспособлены и к жизни в землях сельскохозяйственного предназначения. Тогские пескорои — социальные животные, живущие в группах до 7 животных. В таких группах только одна пара способна к размножению. Размножаются два раза в год, в помёте один-два детёныша. Считаются сельскохозяйственными вредителями.